# 必須贏的人
《必須贏的人》，是一本由新聞工作者張繼高（吳心柳）所著的散文集，也是其生前唯一一本出版的書籍。本書的文章決大部分出自張氏在聯合報副刊所撰寫的文章，主要探討精緻文化和廣電新聞。

## 書名由來
由於當時張氏病重，蔡文甫決定以書中其中一篇〈必須贏的人〉作為書名，除了讚許張氏在生活或工作上都追求精緻和完美，也期望張能戰勝病魔，贏回健康。王鼎鈞認為張的一生幾乎是全贏，書名就跟其人一樣；郭冠英則認為書名不好，因為張繼高骨子裡不屑贏的人。

## 簡介
張繼高長年在聯合報副刊撰述《未名集》，深得各界所愛，1984年獲新聞局頒發金鼎獎之副刊專欄獎。
但張氏有三不原則：「不教書、不出書、不上電視」因此許多喜好張繼高文章的讀者只能靠剪報成冊來閱讀。好友作家如齊邦媛、郜瑩、官麗嘉以及九歌創辦人蔡文甫等人都曾請求張繼高出書，張繼高仍堅守原則，不肯出書。蔡的剪貼簿甚至被張沒收，與張一同聚餐時也被朋友警告不準提出書的事，卻反而激起蔡文甫的決心，除了〈未名集〉外，還收集了張主持的《音樂與音響》雜誌、《新聞鏡》、《中國時報》等刊有張氏的文章。
1994年9月，張氏在臺北榮民總醫院檢查時發現罹患肺癌。1995年（民國84年）5月終於接受親友們的要求，破戒出版第一本書，但他堅持不介入書的作業流程，所以交由蔡文甫全權負責，從不為人寫序的蔡文甫更代替張寫序，後來的《從精緻到完美》、《樂府春秋》也由其操刀。
5月6日蔡文甫舉行新書發表茶會，由葉樹姍串場，好友齊邦媛、歐陽醇、石永貴以及與張神交已久、受張邀請專程從高雄北上的余光中聯合主持，張繼高本人則因前往北京看病而缺席。前文建會主委申學庸、陳奇祿，作家何凡、黃碧端、徐佳士、王藍，聯合報社社長張作錦、天下雜誌社社長殷允芃等人皆前來共襄盛舉，被媒體稱是「近年來少見的各界人士聚會」。該書於同月20日由九歌出版社出版。 6月21日，張病逝於臺北市立仁愛醫院。
由於張身兼新聞工作者、音樂評論家、專欄作家等職，本書內容大多是有關文學、文化、新聞與音樂的賞析與評論。而張氏一生提倡精緻，故也有許多對現實社會的探討和願景。